# AFL - Division Ladies 2021
La AFL - Division Ladies 2021 è la 22ª edizione del campionato di football americano femminile di primo livello, organizzato dalla AFBÖ.

## Squadre partecipanti
| Club                  | Città      | Stadio | Sponsor ufficiale | Risultato nella stagione 2020 |
| --------------------- | ---------- | ------ | ----------------- | ----------------------------- |
| Salzburg Ducks Ladies | Salisburgo |        |                   |                               |
| Telfs Patriots Ladies | Telfs      |        |                   |                               |
| Vienna Vikings Ladies | Vienna     |        | Dacia             |                               |

## Stagione regolare

### Calendario

#### 1ª giornata
| Vienna 11 settembre 2021, ore 13:00 CEST | Vienna Vikings Ladies | 34 – 0 (14-0 14-0 6-0 0-0) referto | Telfs Patriots Ladies | Footballzentrum Ravelinstraße |

#### 2ª giornata
| Telfs 25 settembre 2021, ore 11:00 CEST | Telfs Patriots Ladies | 0 – 40 referto | Salzburg Ducks Ladies | Sportzentrum Telfs |

#### 3ª giornata
| Salisburgo 17 ottobre 2021, ore 14:00 CEST | Salzburg Ducks Ladies | 12 – 14 (0-0 6-6 0-8 6-0) referto | Vienna Vikings Ladies | Ducks Pond |

#### 4ª giornata
| Telfs 24 ottobre 2021, ore 13:00 CEST | Telfs Patriots Ladies | 6 – 44 (6-0 0-18 0-12 0-14) referto | Vienna Vikings Ladies | Sportzentrum Telfs |

#### 5ª giornata
| Salisburgo 30 ottobre 2021, ore 14:00 CET | Salzburg Ducks Ladies | 21 – 16 (0-0 0-8 7-0 14-8) referto | Telfs Patriots Ladies | Ducks Pond |

#### 6ª giornata
| Vienna 7 novembre 2021, ore 15:00 CET | Vienna Vikings Ladies | 42 – 15 referto | Salzburg Ducks Ladies | Footballzentrum Ravelinstraße |

### Classifica
La classifica della regular season è la seguente:
- PCT = percentuale di vittorie, G = partite giocate, V = partite vinte,  P = partite perse, PF = punti fatti, PS = punti subiti

| Pos. | Squadra               | PCT   | G | V | N | P | PF  | PS  |
| ---- | --------------------- | ----- | - | - | - | - | --- | --- |
| 1    | Vienna Vikings Ladies | 1.000 | 4 | 4 | 0 | 0 | 134 | 33  |
| 2    | Salzburg Ducks Ladies | .500  | 4 | 2 | 0 | 2 | 88  | 72  |
| 2    | Telfs Patriots Ladies | .000  | 4 | 0 | 0 | 4 | 22  | 139 |

## XXII Ladies Bowl
| Vienna 14 novembre 2021, ore 15:00 CET | Vienna Vikings Ladies | 34 – 21 (12-0 14-7 0-0 8-14) referto | Salzburg Ducks Ladies | Footballzentrum Ravelinstraße |

## Verdetti
- Vienna Vikings Ladies Campionesse dell'Austria 2021